# Бенсауд, Рауль
Рауль Бенсауд (фр. Raoul Bensaude, порт. Raúl Bensliman Aron Bensaúde; 22 января 1866, Понта-Делгада, Азорские острова, Португалия — 25 октября, 1938, Париж, Франция) — французский врач португальско-еврейского происхождения, гастроэнтеролог и проктолог.

## Биография
Его отец Жозе Амиель Бенсауд был португальцем еврейского происхождения, самоучкой, предпринимателем, основателем табачной фабрики на Азорских островах. Был женат на Ракель Бенслиман. Рауль имел двух старших братьев — Альфредо, в будущем известного минералога, директора созданного им института Высшей техники (порт. Instituto Superior Técnico) в Лиссабоне и Жоакима, морского инженера и историка, который сделал весомый вклад в историю португальских морских открытий. Имел еще сестру Эстер.
Как и его два старших брата, Рауль учился в средней школе в Германии в Гамбурге. Он начал изучать медицину в Страсбурге, где обучение шло на немецком), но после успешного первого года все-таки отправился продолжать обучение в Париже в Парижском университете. Окончил его в 1891 году, был экстерном в течение 1891-1893 годов, интерном течение 1893-1897 годов. Защитил диссертацию под руководством профессора Эмиля Ашара. Диссертация Бенсауда о феномене агглютинации микробов и ее применение к патологии (серодиагностика) была отмечена наградами Академии медицины и Медицинского факультета. Ашар и Бенсауд первыми употребили термин «паратифоидные горячки». Бенсауда пригласили заведовать в том году клинической лабораторией в больнице Святого Антония (l'hôpital Saint Antoine). В 1902 году он был назначен руководителем клиники. В том же году его назначили для лечения наследника престола Португалии, который тогда жил в Париже и заболел брюшным тифом. С того времени он стал врачом, которого ценила португальская община Парижа. Он возглавлял консультационный отдел в больнице Святого Антония в течение 1904-1911 гг. Благодаря американскому филантропу Луциусу Литтаверу Бенсауд создал первый отдел проктологии во Франции, именно в больнице Святого Антония.
Умер 25 октября 1938 года в Париже от рака.

## Научные достижения
Хотя симметричный аденолипоматоз сначала описал Броди в 1846 году, а затем Мадельгун в 1888 году, но его называют опухолью Лауниса-Бенсауда, поскольку эти авторы первыми точно описали у 65 пациентов эту доброкачественную опухоль с наследственным передачей и связали ее с алкоголизмом.
Бенсауд был одним из первых, кто использовал электрически освещенные эндоскопы для исследования пищеварительного тракта, усовершенствовал анусоскопы и ректоскопы. Он ввёл во Франции лечение геморроя с помощью склерозирующих инъекций. Был сторонником использования субнитрата висмута для лечения многих заболеваний желудочно-кишечного тракта. Способствовал развитию рентгенологических исследований пищеварительной системы. Основал французскую школу проктологии.

## Основные научные работы
- Le phénomène de l'agglutination des microbes et ses applications à la pathologie (Le sérodiagnostic) Thèse, Paris 1897.
- Examen clinique du sang, par Raoul Bensaude, Paris: J. Rueff, 1900.
- L'adéno-lipomatose symétrique à prédominance cervicale / Pierre Launois, R. Bensaude / St Dizier: impr. Thévenot , 1904.
- Le radiodiagnostic des sténoses du gros intestin, Paris: J. B. Baillière , 1917.
- Rectoscopie: Sigmoïdoscopie. Traité d'endoscopie recto-colique. Masson et Cie, Paris 1919, 1926. «Ouvrage couronné par l'Académie de médecine.»
- Traité des maladies de l'intestin vol.I-IV., Masson Paris, 1931, 1932, 1935, 1939.
- Les hemorroïdes & leur traitement, Paris: L'Expansion scientifique de française , 1930.
- Cancer des colons, Paris: Masson , 1932.
- L'Actinomycose anorectale primitive, Paris, Masson, (1933). In-8°, 27 p.
- Le Cancer de l'anus, Paris: Masson, (1934).
- Les hémorroïdes et leur traitement. L'Expansion scientifique de française, 1950.

## Семья
Женился на Перл Розалинде Харрис в 1902 году. Имел старшего сына Жака Вольфа Гарриса. Младший из их сыновей, Альфред, был одним из основателем Французского общества проктологии в 1958 году. В семье еще была дочь Элизабет. Внук Рауль-Жак Бенсауд также стал гастроэнтерологом.